# Netipong Narkchim
Netipong Narkchim (* 26. Januar 1996) ist ein thailändischer Fußballspieler.

## Karriere
Netipong Narkchim stand bis Ende 2016 beim BBCU FC unter Vertrag. Wo er vorher gespielt hat, ist unbekannt. Der Verein aus der thailändischen Hauptstadt Bangkok spielte in der ersten Liga des Landes, der Thai Premier League. Für BBCU bestritt er fünf Erstligaspiele. Ende 2016 musste er mit dem Verein den Weg in die zweite Liga antreten. Nach dem Abstieg wurde sein Vertrag nicht verlängert. Seit Anfang 2017 ist er vertrags- und vereinslos.